# Dvorec Smuk
Dvorec Smuk (nemško Smuck) je stal v naselju Semič v občini Semič.

## Zgodovina
Dvorec Smuk se prvič neposredno omenja leta 1629. Zgraditi ga je dal Oton Semenič sredi 16. stol. Prvotni grad Semenič (pri Gabru pri Semiču) iz 12.stoletja in glavni sedež Semeničev so leta 1547 porušili Turki in so se plemiči Semeniči preselili na dvorec Smuk. Dvorec in okolica sta hudo trpela zaradi pogostih Turških in Uskoških vpadov. Območje dvorca se imenuje Turn in obstaja odprta možnost bližnjega stolpastega gradu na lokaciji današnje cerkve sv. Lovrenc. Po izročilu so bili graščaki Smuk zelo kruti do svojih tlačanov. Leta 1902 je zadnji lastnik Šušterič v izogib plačevanja davka razkril streho dvorca, kar je povzročilo propad zgradbe.

## Lastniki
Prvi znani lastnik in utemeljitelj dvorca Smuk je bil Oton Semenič. Konec 16. stol. ga je kupil grof Henrik Paradeiser. Leta 1629 ga je posedoval baron Janez Jurij Lichtenberg. Leta 1846 ga je imel v posesti deželni svetnik Martin Kuralt. Med letoma 1888 in 1890 sta lastnika dvorca postala Karel in Franc Kavšek. Leta 1899 ga je kupil Tomaž Radl. Zadnji posestniki so bili Hutarji.